# Costa Rica ai Giochi della XXI Olimpiade
La Costa Rica partecipò ai Giochi della XXI Olimpiade che si sono svolti a Montréal dal 17 luglio al 1º agosto 1976, con una delegazione di 5 atleti impegnati in 4 discipline. Portabandiera alla cerimonia di apertura fu la nuotatrice quindicenne María París. Fu la quinta partecipazione di questo paese ai Giochi estivi. Non furono conquistate medaglie.